# Mechthild von Alemann
Mechthild von Alemann (ur. 29 stycznia 1937 w Seebach) – niemiecka polityk, samorządowiec i bibliotekarka, posłanka do Parlamentu Europejskiego I i III kadencji.

## Życiorys
Urodziła się w Seebach, miejscowości włączonej później w skład gminy Weinbergen. Córka handlarza Hansa Heine von Alemanna. Po ukończeniu szkoły średniej kształciła się w zakresie translatoryki, od 1957 do 1960 pracowała jako tłumaczka języka angielskiego dla różnych przedsiębiorstw. Od 1968 pracowała jako bibliotekarka i dokumentalistka w firmie doradczej. Od 1981 do 1985 należała do rady doradczej Fundacji im. Friedricha Naumanna.
W 1966 zaangażowała się w działalność polityczną w ramach Wolnej Partii Demokratycznej, w partii zajmowała się kwestiami edukacji. Była przewodniczącą okręgu Düsseldorf-Nord i wiceprzewodniczącą FDP w Düsseldorfie. W latach 1968–1975 zasiadała w radzie miejskiej Düsseldorfu, a od 1975 do 1980 w landtagu Nadrenii Północnej-Westfalii. W 1979 i 1989 wybierano ją do Parlamentu Europejskiego I i III kadencji. Przystąpiła do frakcji liberałów i demokratów, w której od 1989 do 1994 była wiceprzewodniczącą. Była też wiceprzewodniczącą Komisji ds. dochodzenia w sprawie sytuacji kobiet w Europie (1982–1984) i Komisji Wspólnej z Parlamentem Hiszpanii (1983–1984), należała też m.in. do Komisji ds. Transportu i Turystyki oraz Komisji ds. Socjalnych, Zatrudnienia i Środowiska Pracy. W 1991 zamieszkała na stałe w Belgii.
Była dwukrotnie zamężna, ma dziecko. Odznaczona Krzyżem Zasługi I Klasy Orderu Zasługi Republiki Federalnej Niemiec (1986).